# Monona (Wisconsin)
Monona é uma cidade localizada no estado norte-americano de Wisconsin, no Condado de Dane.

## Demografia
Segundo o censo norte-americano de 2000, a sua população era de 8018 habitantes.
Em 2006, foi estimada uma população de 7938, um decréscimo de 80 (-1.0%).

## Geografia
De acordo com o United States Census Bureau tem uma área de
8,9 km², dos quais 8,7 km² cobertos por terra e 0,2 km² cobertos por água.

## Localidades na vizinhança
O diagrama seguinte representa as localidades num raio de 12 km ao redor de Monona.